# Belton (Missouri)
Belton is een plaats (city) in de Amerikaanse staat Missouri, en valt bestuurlijk gezien onder Cass County.

## Demografie
Bij de volkstelling in 2000 werd het aantal inwoners vastgesteld op 21.730.
In 2006 is het aantal inwoners door het United States Census Bureau geschat op 24.124, een stijging van 2394 (11,0%).

## Geografie
Volgens het United States Census Bureau beslaat de plaats een oppervlakte van
34,8 km², waarvan 34,7 km² land en 0,1 km² water.

## Plaatsen in de nabije omgeving
De onderstaande figuur toont nabijgelegen plaatsen in een straal van 16 km rond Belton.